# Будинок для Серафима
«Будинок для Серафима» — радянський художній фільм 1973 року, знятий режисером Якобом Бургіу на кіностудії «Молдова-фільм».

## Сюжет
Павло, познайомившись із Софійкою, приїхав до її села. Але вона чекає нареченого з армії Серафима, для якого односельці будують будинок.

## У ролях
- Світлана Тома — Софійка
- Віктор Царьков — Павло Петрару (озвучив Євген Жариков)
- Штефан Сирбу — Ігнат (озвучив Володимир Ферапонтов)
- Володимир Грицевський — товариш по службі
- Лариса Круглик — Зіна Мунтяну (озвучила Алла Мещерякова)
- Клара Бєлова — Марія
- Аркадій Плачинда — Михайло Іванович Черчел
- Думітру Карачобану — Костянтин Іванович, голова колгоспу (озвучив Юрій Саранцев)
- Іон Стратан — Микола
- Євгенія Тудорашку — Олена Василівна, агроном (озвучила Любов Соколова)
- Іон Скутельник — Георгій
- Міхай Чобану — диспетчер
- Жанна Мархевка — епізод
- Л. Шур — епізод
- Олена Конунова — епізод
- Я. Пінеліс — епізод
- Васіле Райлян — епізод
- Г. Урсу — епізод
- Саша Шнейдерман — епізод
- Вальда Брувер — Олександра Миколаївна
- Валерій Харченко — епізод
- Наталія Трисвєтова — Катя

## Знімальна група
- Режисер — Якоб Бургіу
- Сценарист — Всеволод Єгоров
- Оператор — Володимир Чухнов
- Композитор — Євген Дога
- Художник — Федір Лупашко